# Burrowa-Pine Mountain National Park
Burrowa-Pine Mountain National Park är en park i Australien. Den ligger i delstaten Victoria, omkring 310 kilometer nordost om delstatshuvudstaden Melbourne.
Trakten runt Burrowa-Pine Mountain National Park är nära nog obefolkad, med mindre än två invånare per kvadratkilometer.. Närmaste större samhälle är Corryong, omkring 20 kilometer sydost om Burrowa-Pine Mountain National Park. 
I omgivningarna runt Burrowa-Pine Mountain National Park växer i huvudsak städsegrön lövskog. Genomsnittlig årsnederbörd är 1 355 millimeter. Den regnigaste månaden är mars, med i genomsnitt 159 mm nederbörd, och den torraste är januari, med 60 mm nederbörd.